# Pablo Larcuen
Pablo Larcuen (Barcelona, 23 de juliol de 1987) és un director de cinema i guionista barceloní. La seva primera pel·lícula va ser el curtmetratge Mi Amigo invisible estrenat l'any 2010, que va rebre molts elogis. Larcuen va exercir de director i guionista d'aquesta pel·lícula.
Larcuen va dirigir i va escriure el seu segon curtmetratge, Elefantes l'any 2011, amb el que va guanyar el premi al millor curtmetratge al XLV Festival Internacional de Cinema Fantàstic de Catalunya.
El 2013 es va estrenar el primer llargmetratge de Larcuen, Hooked Up. Aquesta pel·lícula és el primer llargmetratge del món rodat íntegrament a l'iPhone d'Apple, és a dir, telèfon intel·ligent.El 2014 Larcuen va visitar Hèlsinki al festival Night Visions.